# Troika (triunvirato)
Una troika (también, aunque menos frecuente, troica) designa en política la alianza de tres personajes o entidades de idéntico nivel y poder que se unen en un solo esfuerzo para dirigir una entidad o llevar a término una misión, a semejanza del antiguo triunvirato de Roma. El término procede del ruso troĭka (тройка), con el cual se designa un trineo tirado por tres caballos alineados cada uno al costado del otro. El término ruso se extendió durante la Revolución rusa para designar informalmente la célula más característica del poder soviético, y pasó en el siglo XXI a definir el nuevo orden en Europa.

## Troika soviética
Este término se utilizaba históricamente para designar a las diferentes alianzas políticas de líderes en la Unión Soviética: 
- A la muerte de Lenin en 1924, se constituyó una troika entre Zinóviev, Kámenev y Stalin, a la cual se enfrentó Trotski como parte de la oposición de izquierda.[3]
- Cuando Stalin murió en marzo de 1953, el gobierno soviético se repartió brevemente entre Georgi Malenkov, Lavrenti Beria y Nikita Jruschov.[3]
- Tras la destitución de Nikita Jruschov en 1964, se formó también brevemente otra troika entre Leonid Brézhnev, Alekséi Kosygin y Nikolái Podgorni.[3]

## Troika europea
Este término fue usado en la Unión Europea cuando se refería a un grupo integrado por el ministro de Asuntos Exteriores del Estado miembro que ejerza la Presidencia del Consejo de Ministros, el Secretario General del Consejo de la Unión Europea, que también ocupó el cargo de Alto Representante de la Política Exterior y de Seguridad Común (PESC), y la comisaría europea de Relaciones Exteriores. También se hace referencia a la troika que representa a la Unión Europea en las relaciones exteriores que inciden en el ámbito de la política exterior y de seguridad común (PESC).
Con la ratificación de 2009 del Tratado de Lisboa, el puesto de Secretario General del Consejo fue separado del cargo de Alto Representante de la PESC, que luego asumió las responsabilidades de la comisaría europea de Relaciones Exteriores.

## Troika financiera
La tríada financiera está formada por la Comisión Europea, el Banco Central Europeo y el Fondo Monetario Internacional. En el contexto de los rescates financieros de algunos países de la Unión Europea, impone la política financiera de dichos países. La troika financiera realiza la supervisión y aplicación sistemática de los llamados programas de consolidación fiscal.
A cambio de obedecer a la troika, el país que lo necesite recibirá financiación del FMI o del BCE. Si el país no obedece a la troika, no obtendrá financiación. El país financiado por la troika se encuentra intervenido porque al seguir sus directrices pierde gran parte de su independencia política.